# ريتشارد ليونز
ريتشارد ليونز (بالإنجليزية: Richard Lyons)‏ هو أستاذ جامعي ورياضياتي أمريكي، ولد في 22 يناير 1945 في نيويورك في الولايات المتحدة.